# Lubayn
Lubayn (tiếng Ả Rập: لبين; cũng đánh vần Lubbein) là một ngôi làng ở tỉnh al-Suwayda ở phía tây nam Syria. Nó nằm ở phía nam của cao nguyên Lejah, phía tây bắc thành phố al-Suwayda. Lubayn có dân số 1.730 người trong cuộc điều tra dân số năm 2004. Cư dân của nó là Druze.

## Lịch sử
Có những tàn tích Byzantine -era (thế kỷ thứ 4 đến thứ 6) ở Lubayn.
Năm 1596, nó xuất hiện trong sổ đăng ký thuế của Ottoman với tên Libbin và là một phần của nahiya của Bani Abdullah ở Sanjak Hauran. Nó có một dân số hoàn toàn Hồi giáo bao gồm 20 hộ gia đình và 7 cử nhân. Họ đã trả mức thuế cố định 40% cho các sản phẩm nông nghiệp, bao gồm lúa mì, lúa mạch, vụ hè, dê và ong; Tổng số thuế là 3.200 akçe.
Ngôi làng thời hiện đại được thành lập bởi Druze từ gia đình Murshid vào khoảng giữa năm 1867 và 1883.